# Xylopia roigii
Xylopia roigii är en kirimojaväxtart som beskrevs av Percy Wilson. Xylopia roigii ingår i släktet Xylopia och familjen kirimojaväxter. Inga underarter finns listade i Catalogue of Life.